# 1041

## Evenimente
- Nobilimea anglo-saxonă l-a invitat pe Eduard înapoi în Anglia.

## Nașteri
- dată necunoscută: Raimond al IV-lea de Toulouse  (d. 1105)
- dată necunoscută: Harald al III-lea al Danemarcei  (d. 1080)
- dată necunoscută: Minamoto no Yoshiie  (d. 1106)

## Decese
- 10 decembrie: Mihail al IV-lea Paflagonianul, împărat bizantin (n. 1010)